# Linia kolejowa nr 709
Linia kolejowa nr 709 – drugorzędna, jednotorowa, zelektryfikowana linia kolejowa łącząca stację Kędzierzyn-Koźle z posterunkiemk odgałęźnym Stare Koźle.
Stanowi ona łącznicę między linią kolejową Kędzierzyn-Koźle – Opole Groszowice a linią kolejową Kędzierzyn-Koźle – Chałupki i umożliwia przejazd pociągów z Kędzierzyna‑Koźla w kierunku Raciborza i Chałupek.